# Roman Dmitrijew
Roman Michajłowicz Dmitrijew (ros. Роман Михайлович Дмитриев, ur. 7 marca 1949 w ułusie żyganskim, zm. 11 lutego 2010 w Moskwie) – radziecki zapaśnik. Dwukrotny medalista olimpijski.
Walczył w stylu wolnym, w kategorii papierowej (do 48 kilogramów). Brał udział w dwóch igrzyskach (IO 72, IO 76), na obu zdobywał medale. W 1972 triumfował, cztery lata później zajął drugie miejsce. Był mistrzem świata w 1973, srebrnym medalistą tej imprezy w 1969 oraz brązowym w 1970 i 1974. Stawał na podium mistrzostw Europy (złoto w 1969, brąz w 1981). Pierwszy w Pucharze Świata w 1979; drugi w 1977 i 1980.
Sześć razy był mistrzem ZSRR, w latach 1969, 1971, 1972, 1973, 1976 i 1980. Drugi w 1975, 1978 i 1979, a trzeci w 1977 roku.